# Upplands runinskrifter 1102
Upplands runinskrifter 1102 är en försvunnen vikingatida runsten i Svista, Bälinge socken och Uppsala kommun. Runstenen är ungefär 2,1 gånger 1 meter. Den har varit försvunnen sedan någon gång på 1700-talet.
Runstenen är den enda kända ristningen utförd av runristaren Otvagen, vars stil påminner om Öpirs.

## Inskriften
Translitterering av runraden:
§A [rulifr × auk + gos + auk + faslauk × litu × risa · stain · eftiʀ + kustin × faþur × sin ·] 
§B [stuoþkel + baþ · oþyaken akua]
Normalisering till runsvenska:
§A ʀolæifʀ ok Gas ok Fastlaug letu ræisa stæin æftiʀ Guðstæin, faður sinn. 
§B Stoðkell bað Oþvagin haggva.
Översättning till nusvenska:
Rolev och Gås och Fastlög läto resa stenen efter Gudsten, sin fader. Stodkell bad Otvagen hugga.
Otvagen med betydelsen 'otvättad, smutsig' är belägen på t.ex. U 1012, U 1119, möjligen på U 971 och DR 147. 